# Sobrepesca

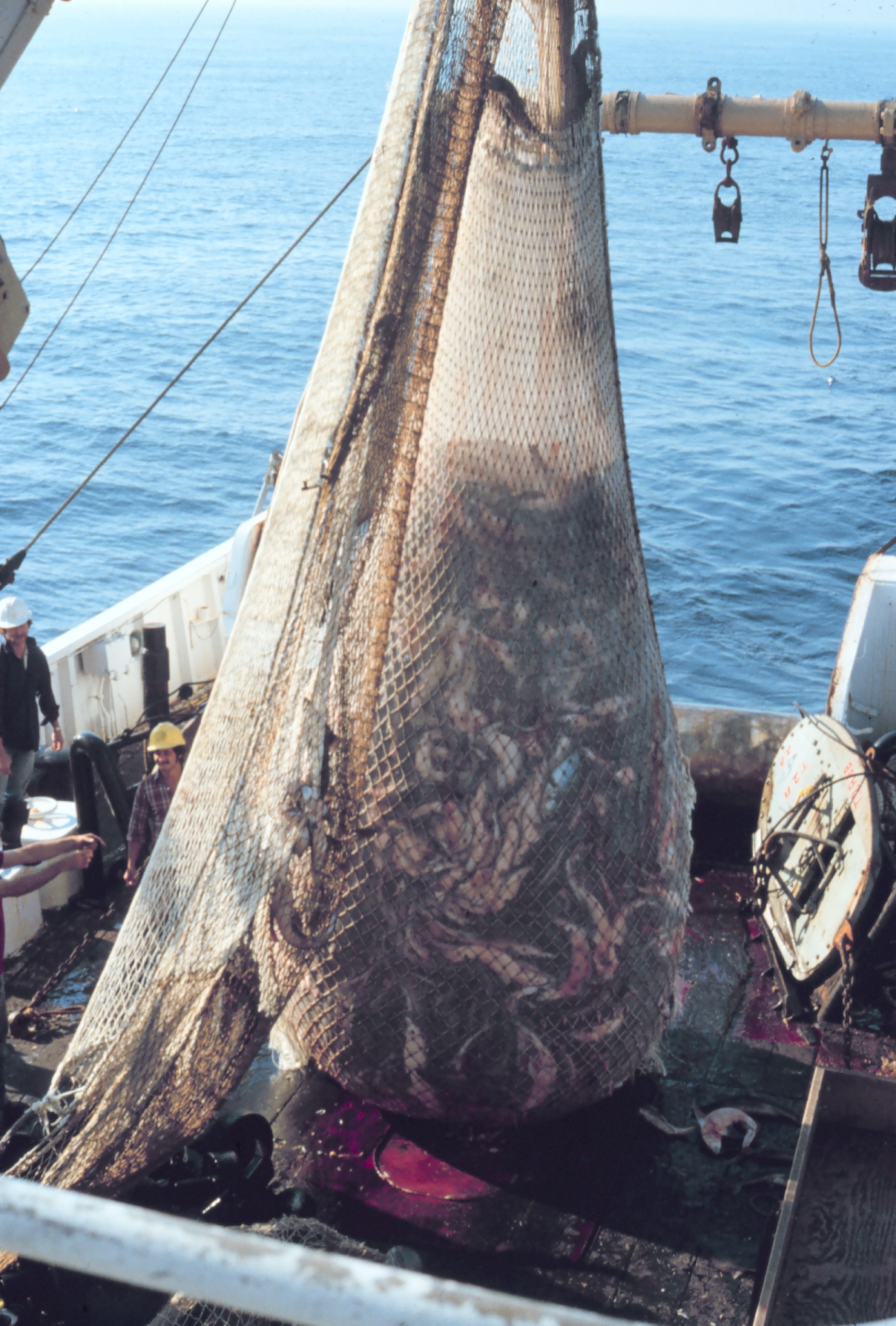
Pesca industrial.

La sobrepesca es la pesca excesiva realizada por el humano, ya sea sobre peces o mariscos. 
La sobrepesca tiene, además, efectos devastadores sobre los ecosistemas, que van más allá del impacto directo que se ejerce en las especies capturadas, pues una variación notable y repentina del número de ejemplares de una especie puede ejercer una presión intolerable en su medio ecológico. Por ejemplo, si se eliminan la mayoría de las truchas de un río, las carpas se colocarán en una situación predominante que impedirá indefinidamente el restablecimiento de la población de truchas.
La sobrepesca no es un fenómeno nuevo, pero fue en el siglo XX cuando empezó a amenazar al planeta en su conjunto. Afecta tanto a los recursos pesqueros como al entorno (arrecifes, calidad de las aguas, eliminación del plancton).
El incremento de la presión pesquera por parte de los países ricos va desplazando a los pescadores locales de sus fuentes tradicionales de captura, lo que redunda tanto en el empobrecimiento de las zonas donde los pescadores locales ya no pescan, como a que la población autóctona pierda una fuente de alimento muchas veces fundamental para su subsistencia.
La creación de arrecifes artificiales y la gestión racional de las capturas puede permitir la conservación de las especies actuales e incluso la recuperación de aquellas agotadas para la explotación comercial. En cambio, la acuicultura debe someterse a profunda revisión, pues en muchas ocasiones resulta contraproducente. La actitud responsable de los consumidores al elegir los alimentos que compran puede ser también fundamental, pues es en definitiva la presión de los compradores la causa de que peces y mariscos sean puestos a su disposición en los mercados, y por tanto seleccionar especies adecuadas y ejemplares no inmaduros puede ser la clave para que no se produzca sobrepesca.

## Tipos de sobrepesca
Podemos distinguir dos tipos de sobrepesca:
- Sobrepesca biológica: es aquella que se produce cuando la mortalidad causada por la pesca alcanza un nivel tal que produce una disminución del crecimiento de la biomasa (es decir, un aumento cada vez menor de la biomasa). Si la presión pescadora se mantiene en estas condiciones o aumenta, inexorablemente se pasará de un crecimiento cada vez menor a una disminución neta de biomasa, y finalmente a la desaparición total del recurso.

- Sobrepesca bioeconómica: es la que tiene en cuenta los costes asociados a la pesca. Se produce cuando, por causa del exceso en la pesca, el margen comercial obtenido con la pesca comienza a decrecer. Si la presión pescadora se mantiene en estas condiciones, o aumenta, se pasará de unos beneficios decrecientes a pérdidas económicas netas. Una definición más completa y efectiva de la sobrespesca bioeconómica ha de tener también en cuenta la evolución prevista tanto de los costes financieros como de los precios de los productos obtenidos.

## Situación mundial

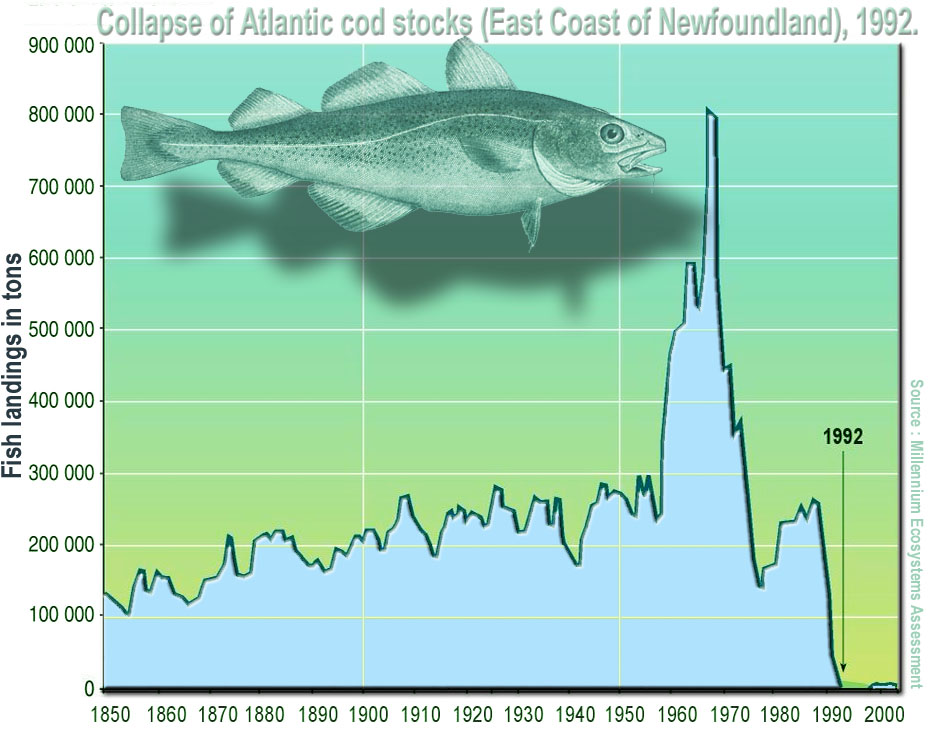
El bacalao atlántico (Gadus morhua) fue gravemente sobreexplotado en el Atlántico norte (especialmente en Terranova) durante la década de 1970 y 1980, lo que provocó su colapso a partir de 1992.

Capturas globales de organismos acuáticos (en millones de toneladas) entre 1950 y 2010, de acuerdo a la Organización de las Naciones Unidas para la Alimentación y la Agricultura (FAO). Las capturas globales en mar abierto se han estancado desde finales de la década de 1980, siendo compensada esta caída con el incremento de la acuicultura.

La sobrepesca no es un fenómeno completamente nuevo, pero fue durante el siglo XX cuando alcanzó escala global. Las modalidades tradicionales de pesca, como las pesquerías artesanales de atún en el Mediterráneo, han desaparecido o lo harán casi con seguridad en los próximos años, por una doble causa: la imposibilidad de competir con los métodos industriales modernos de alta tecnología, mucho más rentables, y sobre todo la ausencia de ejemplares suficientes que permitan mantener un modo de vida que en ocasiones se habían sostenido durante siglos o milenios.
La Organización para la Alimentación y la Agricultura (FAO) estima que el 77% de las especies con valor comercial están afectadas en mayor o menor grado de sobrepesca (8% ligeramente, 17% en sobreexplotación y 52% en sobreexplotación máxima).
Las capturas de pesca alcanzaron un máximo de 100 millones de toneladas en el año 2000, pero la producción disminuyó por primera vez desde 1.990, a pesar de que la capacidad pesquera no ha dejado de aumentar. Los individuos capturados son cada vez de menor calibre, y más jóvenes. La proporción de capturas en las zonas bajas de la cadena trófica ha aumentado.
Los  buques factoría faenan cada vez en más zonas (África occidental, Océano Índico, Océano Pacífico, etc.), pescando cada vez a mayor profundidad, capturando numerosas especies y colapsando los ecosistemas, sobre todo por culpa de redes abisales y de arrastre. Como consecuencia de la pugna entre flotas que compiten por los mismos recursos, y dado que suelen ganar estas batallas los que usan métodos más agresivos (y por tanto más dañinos para el ambiente), empezó a imponerse la pesca de arrastre de fondo, método de pesca hoy muy extendido. Hace varias décadas se popularizó la pesca de atunes y pez espada con grandes redes de deriva, de hasta 20 km de longitud, hoy en día prohibidas por la ONU y por la Unión Europea. Pero estos problemas no han terminado; hay flotas europeas que pescan sardinas y boquerones con redes de arrastre pelágico, mientras que la flota española usa redes de cerco, un modo de captura más sostenible; se espera que la Unión Europea apruebe leyes en este sentido. La tecnificación de la pesca ha dado lugar a un aumento rápido de las capturas secundarias o colaterales. El 25% de lo pescado, es decir, 27 millones de toneladas, es arrojado de nuevo al agua, (por tratarse de especies distintas a las buscadas), si bien ya se trata de animales muertos. delfines, tortugas y pájaros marinos (100.000 albatros al año), son así capturados y muertos durante la pesca. Además, las redes abandonadas causan también innumerables muertes de animales.
Las especies que se buscan con mayor insistencia son los depredadores situados en la cima de las cadenas alimentarias, que poseen un gran valor comercial en los mercados de los países desarrollados, siendo a la vez las capturas con unos índices más altos de contaminación por bioconcentrados, especialmente el metilmercurio. Esta especificidad selectiva de la pesca tiene graves consecuencias en las cadenas tróficas, alcanzando a los mamíferos y a los pájaros, como se pone de manifiesto en los siguientes ejemplos:
En febrero de 2008, con ocasión de la reunión del Foro Mundial de Ministros del Ambiente (GMEF), se concluyó, tomando como base un informe titulado “In Dead Water”, que el recalentamiento climático magnificaba el efecto de la contaminación, de las especies invasivas, y de la sobrepesca en las principales zonas pesqueras del planeta, lo que puede dar lugar a un triple problema: ecológico, económico, y de desarrollo).
Según la Organización de las Naciones Unidas (ONU), entre un 10% y un 15% de los océanos están afectados directamente por la sobrepesca, pero con impactos que afectan o afectarán “al menos a tres cuartas partes de las principales zonas pesqueras mundiales”. Se observa ya una degradación de los océanos, alerta la ONU, que ya en 2004 había señalado más de 100 “zonas marinas muertas” en bahías, estuarios o mares interiores.
Siempre según la ONU, millones de personas dependen de la pesca, sobre todo en países pobres; casi 2,6 millardos consumen primordialmente proteínas provenientes de productos del mar (el balance ecológico de la piscicultura industrial aún está en discusión). Además, del 80% al 100% de los arrecifes coralinos del mundo están amenazados por el blanqueamiento de corales, degradación o desaparición causados por la elevación del nivel de los océanos que podría ser producido por el calentamiento global.
Se teme, finalmente, una aceleración de la acidulación de los océanos, inducida por el CO2, que podría agravar estos problemas, afectando entonces a los microorganismos del plancton, en la base misma de la cadena alimentaria.

### Situación en África
África se enfrenta a un posible derrumbe de la pesca, y a la degradación del entorno marino a causa de la explotación de los recursos de África Occidental por parte de las flotas europeas, rusa y asiáticas, atraídas por el negocio que supone desembolsar mucho menos por las cuotas a pagar que por lo conseguido con las ventas. Esto supone que gran parte de los problemas se producen sin que haya vulneraciones legales, aunque es cierto que en la elaboración de dichas leyes se han tenido más en cuenta los intereses ajenos a los países que los de los propios países, para lo cual se supone la existencia de una trama de intereses en la que participan dirigentes electos y funcionarios africanos. 
No obstante, también supone grave daño la pesca ilegal, siendo los problemas más graves los de Somalia (atún y camarón), Angola (sardina y caballa), y Mozambique (atún y camarón). Se estima, con la prudencia que ha de tenerse en este tipo de estadísticas, por fuerza de fiabilidad dudosa, que las capturas ilegales pueden estar en torno al 20% del total.
Otros países están explotando en provecho propio sus caladeros, que rápidamente han disminuido en población. Casos paradigmáticos son Tanzania, Sudáfrica y Mauritania.
Las soluciones que sugieren los expertos van en la línea de fortalecer los controles legales y aportar transparencia en las cuentas.

### Situación en América
En las costas de Terranova, la disminución general de la pesca ha producido una menor talla media de las ballenas propias de estas aguas.
Se han producido migraciones de focas desde Groenlandia hacia las costas de Canadá.
La desaparición de morenas y otros predadores a lo largo de Estados Unidos ha conllevado un aumento de los herbívoros marinos, con una fuerte disminución de los bosques de algas.
Se ha observado una modificación de la estructura de las comunidades y de la diversidad genética por la selección de especies, y del tamaño medio. Esta presión sobre los hábitats los convierte en más vulnerables ante invasiones biológicas, la contaminación y en general a cualquier cambio.
Red Euro Sur. «Evolución histórica de la producción pesquera». Archivado desde el original el 3 de junio de 2008. Consultado el 30 de mayo de 2008.
A lo largo de toda América se ha producido un incremento de las capturas de especies de menor valor, especialmente las pelágicas, que se usan para fabricar harina de pescado con destino a la alimentación animal. En cambio las capturas de especies de más valor (fletán, merluza, etc.) se han reducido drásticamente debido a su escasez, por lo que aunque las capturas tienden a aumentar en peso, el valor económico total tiende a disminuir; la única excepción es el atún, cuyas capturas siguen aumentando. Según los estudios disponibles, las especies pelágicas están siendo sobreexplotadas, y las de alto valor comercial se mantienen con capturas de individuos cada vez más jóvenes. Debido al agotamiento de especies se están ensayando capturas nuevas, como el merlán, la sardina japonesa y especies pelágicas en el Pacífico sudeste.
En Hispanoamérica los países pesqueros más importantes son Chile, México y Perú, con importantísimas reservas pesqueras en sus litorales. Chile y Perú concentran sus capturas en muy pocas especies, generalmente pelágicas (caballa, sardina, anchoveta, jurel), empleadas a menudo en harinas de pescado; se trata de flotas industriales, que dejan poco margen para las flotas artesanales. Es importante señalar que Perú atravesó una crisis sin precedentes en los años 70 del siglo XX, cuando se hundió la pesca de la anchoveta debido a la sobreexplotación, crisis que trajo como consecuencia la desaparición de gran parte de la flota de este país. En toda América operan también, además de las flotas nacionales, las de Japón, España y Corea, generalmente mediante buques factoría que producen filetes congelados de pescado con destino a sus países de origen.
Como aportaciones positivas pueden señalarse la determinación de cuotas de captura, y el aumento del tamaño en las mallas pesqueras, encaminado a evitar la captura de animales prematuros.

### Situación en Asia - Pacífico
Según los informes de la FAO, es preciso mejorar la gestión de los recursos pesqueros en la región de Asia y el Pacífico, ya que se observa un aumento en los excesos pesqueros, y una reducción de los recursos naturales (algunas especies han disminuido en un 40% en solo cinco años). También señala este organismo internacional que la pesca y la acuicultura poseen una vital importancia en la seguridad alimentaria y la economía regionales, por lo que se justifica plenamente la recomendación de una mejora en la gestión de la pesca sostenible.FAO (2004). «Crece el exceso de pesca en Asia y el Pacífico.». Archivado desde el original el 17 de septiembre de 2008. Consultado el 24 de junio de 2008.
Hay que tener en cuenta que esta región, Asia-Pacífico, es la principal productora de pescado del mundo, tanto en lo que se refiere a capturas (48% del total mundial), como a acuicultura (90% del total mundial). En los últimos años se observa una presión de captura sobre especies antes sin valor comercial, que se emplean ahora en la elaboración de harinas de pescado. Estos peces para harina de pescado suponen ya más del 60% del total de la producción del Mar del Sur de China, casi el 60% de la pesca en el Golfo de Tailandia, y cantidades parejas en Viet Nam y Malasia.
Como los precios siguen subiendo, al aumentar la oferta, se prevé un agravamiento de la sobrepesca en los próximos años. Para fomentar el desarrollo sostenible se espera que la Comisión de Pesca para Asia-Pacífico (CPAP) asuma un nuevo papel como foco regional. Este organismo permitirá a sus miembros el diálogo sobre intereses comunes, intercambio de información y diseño de estrategias mutuamente beneficiosas; sus actividades se enfocarán hacia la pesca artesanal y la acuicultura.

### Situación en Europa

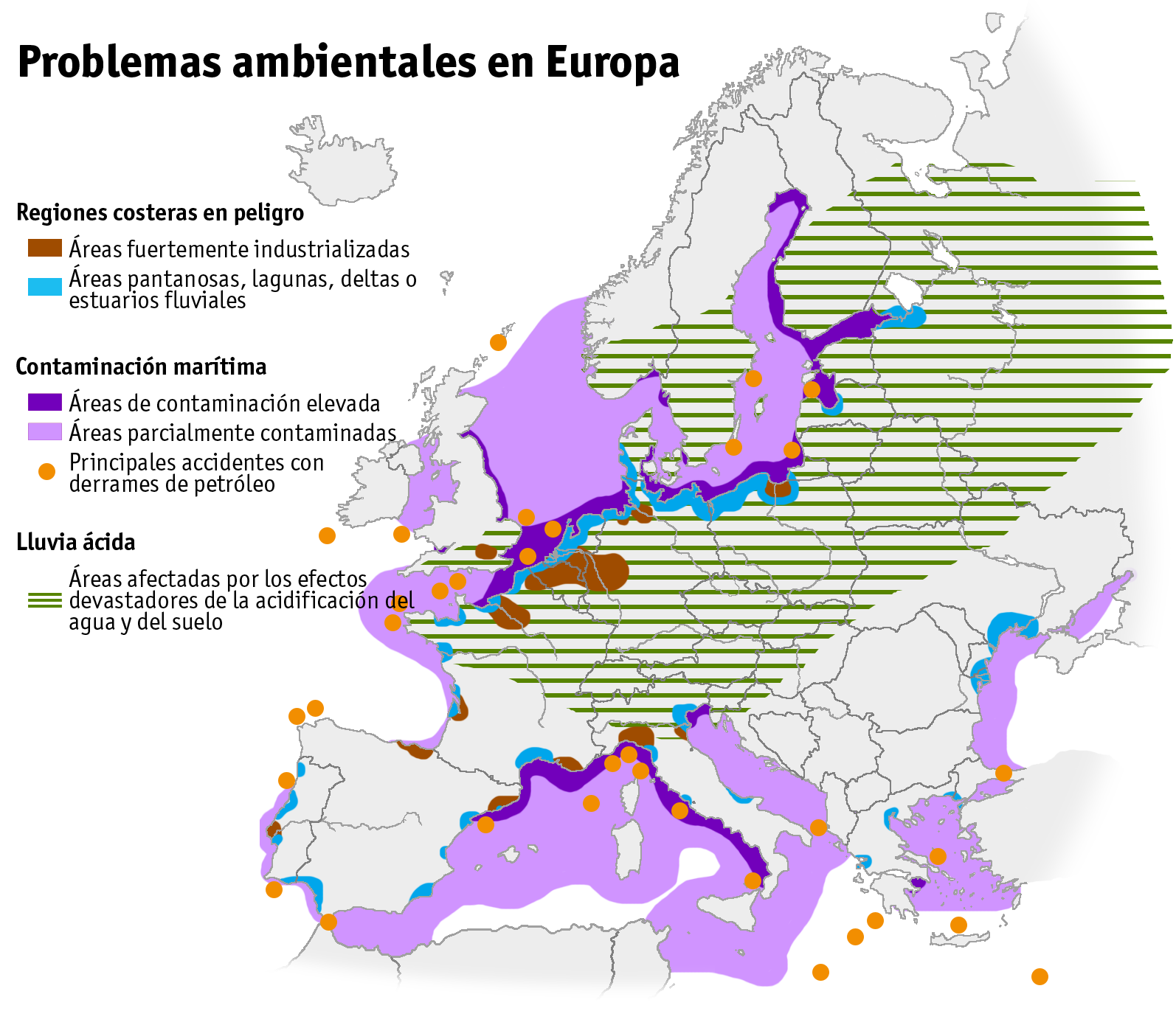
Problemas ambientales en Europa.

La Comisión Europea trata de conseguir la aceptación de los Estados miembros de su sistema de cuotas, el cual, a pesar de haber sido diseñado sobre bases científicas, encuentra mucha resistencia por parte de estos.)
Dicha Comisión trata, desde 1990, de reducir el número de embarcaciones, pero como también subvenciona la construcción de buques factoría, el número de capturas no disminuye. A finales de 2007, un informe del Tribunal de Cuentas Europeo señala la sobrepesca y la ineficacia de los sistemas de control encuadrados en la política común de pesca. El informe menciona la poca fiabilidad de los datos nacionales, procedimientos de inspección ineficaces, y sanciones no disuasorias que limitan la eficacia de la política europea de la pesca, fundamentada en la protección de un núcleo suficiente de individuos reproductores de todas las especies. Se ha anunciado un proceso de reflexión durante este año 2008. También hay previstas acciones antes de que finalice 2008, para limitar las capturas accidentales de cetáceos en las redes (especialmente marsopas comunes), y definir y proteger las zonas de Natura 2000 en el mar.

## Causas y consecuencias socioeconómicas

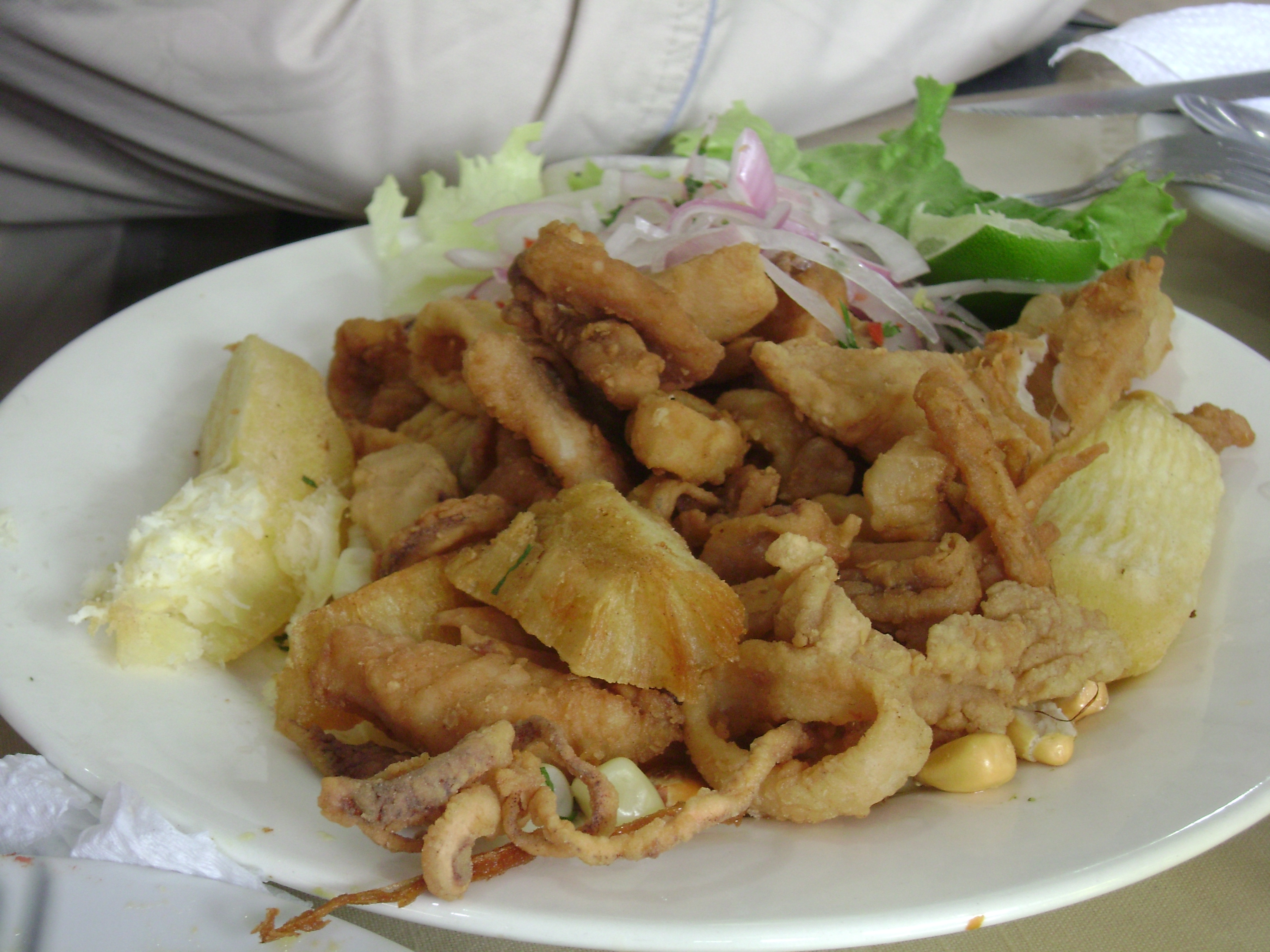
Plato de pescado y marisco.

El pescado, con el 16% de las proteínas consumidas por el humano es una fuente de nutrientes muy importante para la alimentación de un millardo de personas, sobre todo en los países del sur. La pesca es fundamental para la economía, y la seguridad alimentaria de muchos países pobres, particularmente en el Sudeste Asiático. Los consumidores con alto poder adquisitivo demandan sobre todo pescados blancos, frescos o congelados. Los pescados de bajo valor comercial se consumen en origen, por lo general se trata de especies pelágicas, que se usan para salazón. Una parte de estas especies, (el 30% de las capturas totales), es transformada en harina o aceite. En 2010 la demanda de pescado alcanzará entre 100 y 120 millones de toneladas, lo que provocará un aumento de los costes.
200 millones de personas trabajan en el sector de la pesca, que cuenta con 3,5 millones de barcos. Pero la pesca industrial, con solo el 1% de los barcos, consigue el 50% de las capturas totales.
El crecimiento incontrolado de la pesca y de las flotas provienen de una sobrecapitalización de la industria, cuyos niveles se encuentran por encima del valor óptimo, indica un informe de la FAO. Por ejemplo, Irlanda cuenta en su flota con el Atlantic Dawn, que representa el 15% de la capacidad de pesca de todo el país, y puede tratar 700 t de pescado diarias.
El enrarecimiento de las fuentes de pesca empuja a las grandes compañías hacia las aguas de los países del hemisferio sur. La FAO distingue tres etapas en la evolución del sector de la pesca:
- Aborigen: explotación para el abastecimiento de las poblaciones de la costa, con barcos y útiles rudimentarios.

- Colonial: explotación sistemática de las costas y de las aguas territoriales por capitales extranjeros. El recurso es enviado a un mercado económicamente desarrollado.

- Global: explotación intensiva y generalizada de las costas, de las aguas territoriales e internacionales.

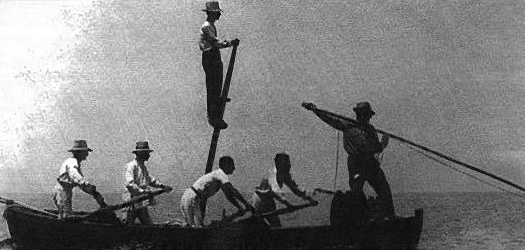
Reggio Calabria: pesca artesanal del pez espada.

La aparición de grandes flotas junto a las costas priva a la población local de una fuente importante y empuja a los pescadores a pescar en aguas más lejanas a la costa, con una rentabilidad menor y mayores riesgos. Los conflictos son frecuentes cuando se localizan en la misma zona los pescadores artesanales autóctonos, con artes tradicionales y métodos de explotación limitados, y los pescadores industriales, que tratan de obtener todo el pescado posible, sin atenerse a las normas tradicionales. También se producen conflictos entre grupos locales y organizaciones de defensa de los animales, empresas turísticas y entidades que producen contaminación agrícola o industrial.
Los gobiernos de los países endeudados son inducidos a vender permisos de pesca a inversores extranjeros, y varios países del sur están desarrollando también flotas modernas industriales. Además, la disminución de capturas conllevará el aumento de precios, en detrimento de los consumidores pobres. Una baja en el consumo ya se ha observado en el sudeste asiático.
En la década que comenzó en 1960, Mauritania, país con abundantes recursos pesqueros en sus aguas, obtenía la mayor parte de las proteínas consumidas por su población de la pesca. Tras la venta de los derechos de pesca que realizó el gobierno, los pescados mauritanos se venden en mercados occidentales, y no son ya accesibles a los consumidores locales.
También es necesario tener en cuenta la piratería, tanto la que es consecuencia del incumplimiento de la legislación nacional en aguas territoriales, como la de las pescas en alta mar realizadas sin la autorización del organismo regional de pesca, como lo es, por ejemplo la Comisión para la Conservación de los Recursos Vivos Marinos Antárticos CCAMLR.
Uno de los ejemplos más conocidos de pesca furtiva es la de la merluza negra (Dissostichus eleginoides). Una de cada dos merluzas negras vendidas habría sido pescada ilegalmente, lo que probablemente causará la extinción de la especie de aquí a tres años. El centro de este comercio de Port Louis, en Isla Mauricio, donde operan numerosos barcos con bandera de conveniencia (Honduras, Sierra Leona, Costa de Marfil, Libia...)
Frente a la explotación generalizada de los mares, el incremento de capitales, y los beneficios a corto plazo, una pesca sostenible podría preservar la economía de subsistencia de las poblaciones locales, lo que aseguraría la seguridad alimentaria, la supervivencia económica, y la preservación de culturas.

## Soluciones duraderas

### Recuperación de recursos perdidos

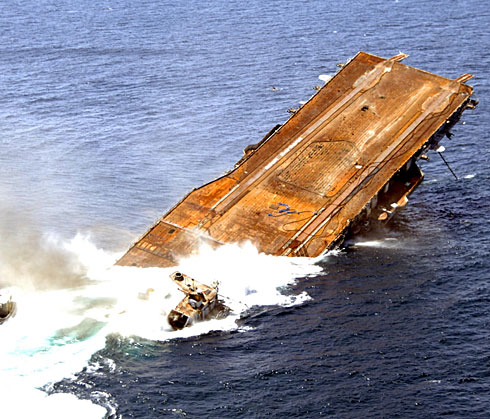
Antiguo portaaviones estadounidense reconvertido en arrecife artificial.

Algunas experiencias positivas han demostrado que una gestión racional de las capturas permite que se restablezca una especie casi agotada. Numerosos experimentos con arrecifes artificiales se están realizando en todo el mundo. Los arrecifes artificiales son estructuras que, instaladas sobre el fondo marino, imitan a un substrato natural. Los arrecifes artificiales se construyen con estructuras de cemento fabricadas expresamente con tal fin, aunque en ocasiones se aprovechan grandes barcos en desuso, que son hundidos en el emplazamiento adecuado.
Aunque la creación de arrecifes artificiales tiene varios siglos de antigüedad, fue hacia 1970 cuando comenzaron los primeros experimentos sistematizados, principalmente en Japón, Estados Unidos y Europa. En España, hacia 1980, se trabajó en este tipo de estructuras artificiales en la costa valenciana; durante el verano de 1991 y 1993 se construyeron dos arrecifes artificiales en los litorales de Gran Canaria y de Lanzarote (Islas Canarias), respectivamente, y también ha habido más instalaciones en el resto de costas de España. Por lo general, si se tienen en cuenta los factores del emplazamiento (posición, mareas, pesquerías, etc.), suelen funcionar con gran éxito en la regeneración de la vida marina.

### Acuicultura

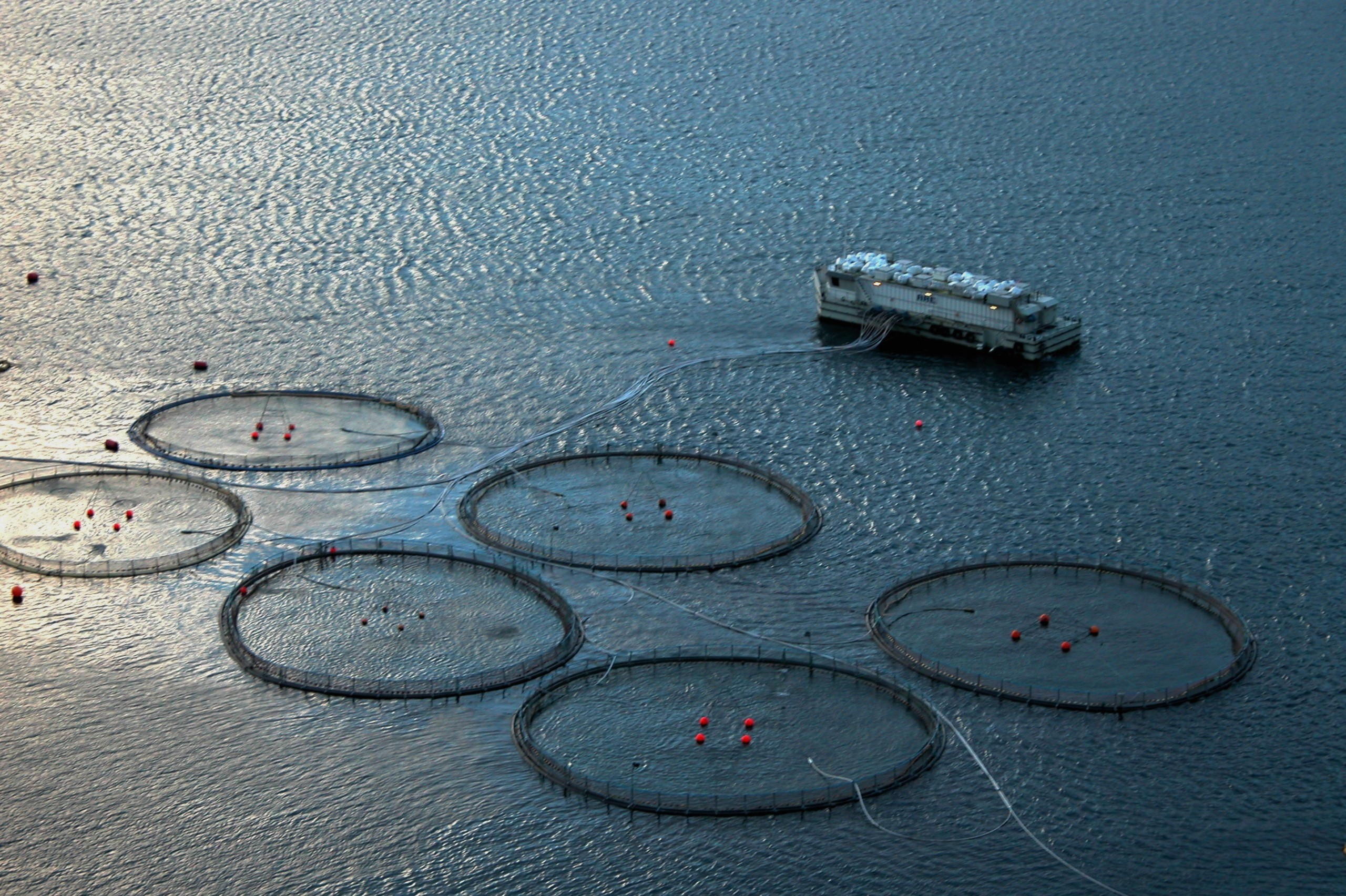
Piscicultura en el Mar del Norte.

La acuicultura, y en particular la piscicultura, podría ser una solución para responder a la demanda de pescado, ayudando además a mejorar el hábitat (arrecifes artificiales), pero actualmente la mayor parte de los pescados de cría de los países desarrollados son carnívoros, y es preciso sacrificar al menos 2 kg de pescado para conseguir 1 kg de pescado de cría de acuicultura, lo que constituye un alto precio que no mejora la seguridad alimentaria. Lo único que así se consigue es convertir en rentables especies poco apreciadas para el consumo, en especial los pequeños peces pelágicos. La acuicultura puede acarrear una eutrofización y anoxia de las aguas, y en consecuencia la proliferación de pláncton tóxico (marea roja).
China y La India practican la cría de ciprínidos y tilapias omnívoras, lo que les permite la producción en gran escala de pescados (10 millones de toneladas de carpas, 1,5 millones de toneladas de tilapias), sin emplear grandes cantidades de harina de pescado. Estas crías de peces a menudo se encuentran integradas en sistemas de crianza de aves o cerdos, los estanques se enriquecen con los residuos de las otras crías (que generalmente son instalaciones muy modernas e intensivas, no de tipo familiar).
Los ejemplares de salmón que se escapan de sus piscinas ponen en peligro a las poblaciones salvajes, transmitiéndoles infecciones contraídas en cautividad, y desplazando los huevos depositados en los fondos por los salmones salvajes, pues tienen la freza más tarde. Cada año, 500.000 pescados escapan de las factorías humanas, según cifras de WWF. La FAO recomienda la triploidización de los pescados de crianza, para impedir a los “evadidos” que se reproduzcan e invadan el medio natural.

### Pesca litoral sostenible

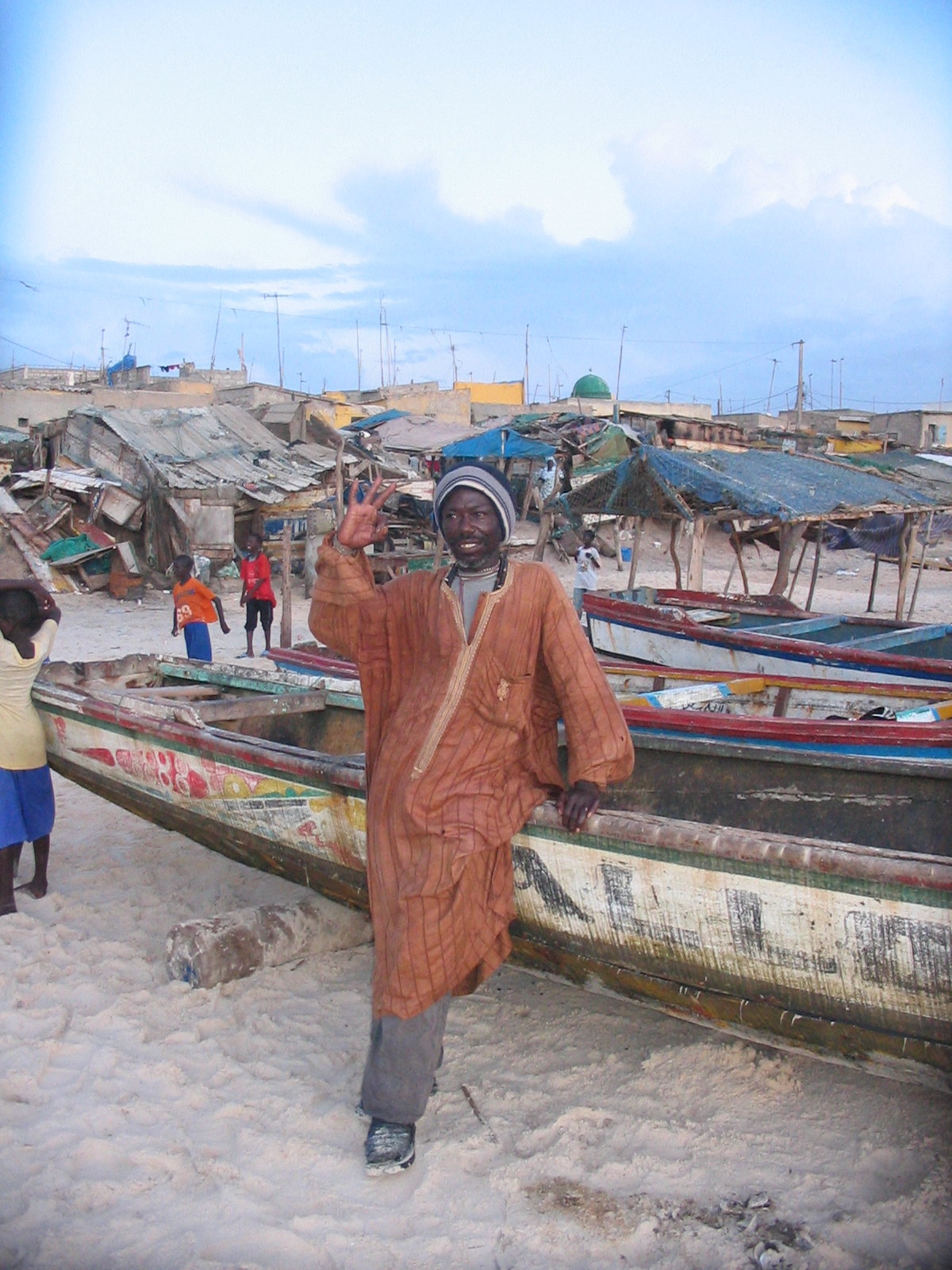
Pesquería tradicional.

Medidas propuestas por la FAO para un desarrollo perdurable de la pesca en las cotas costeras y sobre la plataforma continental.
- Apoyo, desde las entidades internacionales, a los países en desarrollo con el fin de satisfacer sus necesidades técnicas, de transferencia de tecnología y de capacitación científica, con el fin de que obtengan datos fiables sobre su pesca, especialmente en lo que se refiere a la pesca a pequeña escala, pues posiblemente la ausencia de datos conlleva la subestimación de la magnitud de este tipo de pesca.
- Regulación de los derechos para la explotación de recursos, administración de castigos para los infractores, y eliminación de subvenciones para evitar la sobrecapitalización del sector.
- Zonas o estaciones de veda.
- Incorporar como parques marinos las zonas de desarrollo de los alevines.
- Alentar instalaciones acuícolas en los entornos en que sean sostenibles.
- Creación de mecanismos de resolución de conflictos entre usuarios.
- Reducir la cantidad de animales desechados al pescar.
- Mejorar la selectividad pesquera de las industrias.
- Controlar los vertidos de materias eutrofizantes.

### Pesca de altura sostenible

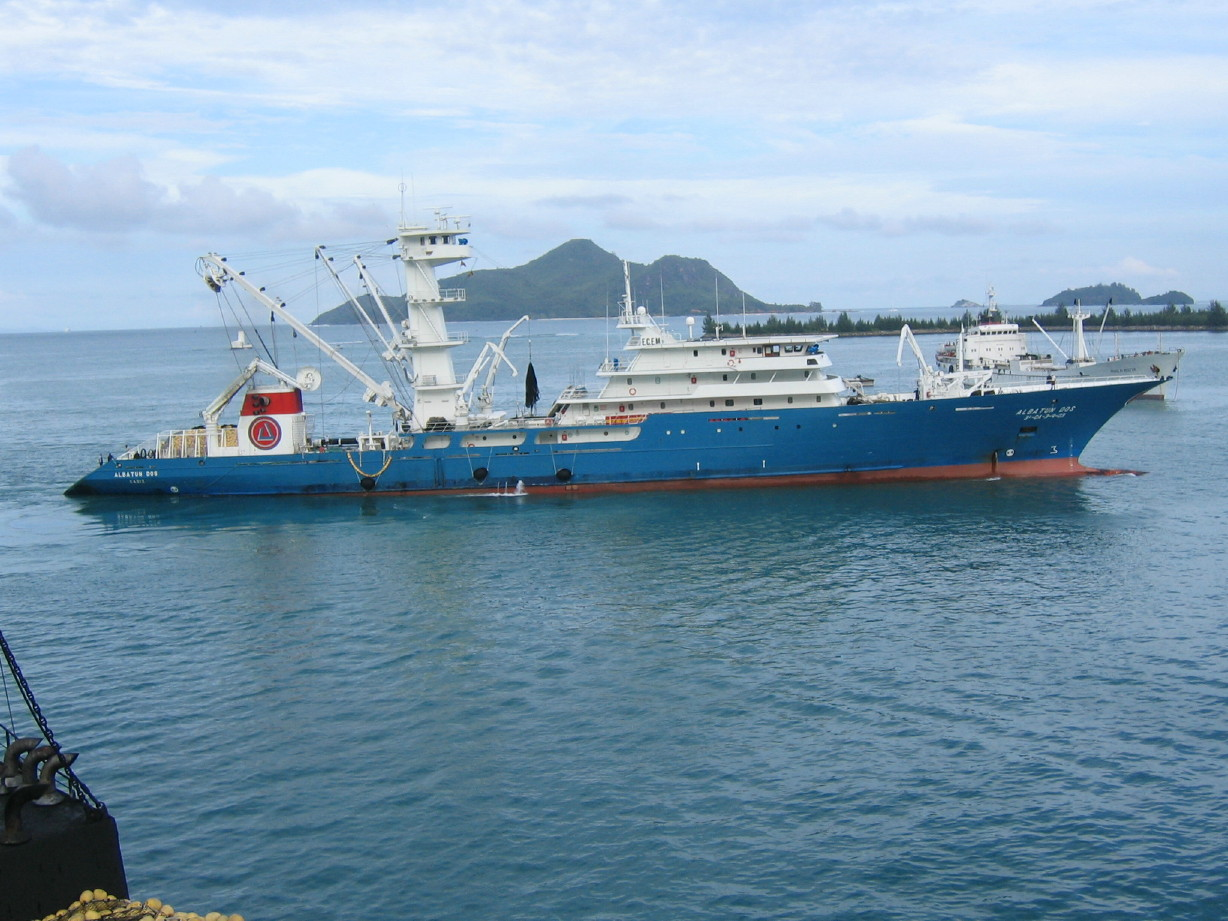
Buque factoría (atunero congelador).

Las principales recomendaciones que sobre este tipo de pesca hacen los organismos internacionales son:
- Realizar investigaciones más numerosas y profundas sobre el papel de los cetáceos y de los predadores dominantes en los ecosistemas.
- Reducir las capturas accidentales de pájaros, tortugas, mamíferos marinos y mantener las capturas accesorias por debajo de límites que permitan la renovación de las poblaciones.
- Tener en cuenta las bajas tasas de renovación y la sensibilidad de los mamíferos marinos.
- Favorecer la gestión a través de organismos regionales.
- Aplicar las nuevas tecnologías al cálculo de las reservas animales.
- Combatir las banderas de conveniencia.

### Consumo responsable
Hay una serie de medidas que pueden adoptar los consumidores con el fin de contrarrestar el hecho mismo de la sobrepesca. Greenpeace ha publicado una guía donde se contienen consejos que van en este sentido:

#### Aprovechamiento del pescado
Sobre todo en las ciudades se tiende al uso de alimentos precocinados, en cuya elaboración se eliminan como deshechos parte de los ingredientes, como son las cabezas de pescado, tentáculos, etc., que pueden aprovecharse perfectamente en muchas recetas. Lo más aconsejable es comprar siempre el pescado fresco, y así emplear todas sus partes, tirando lo menos posible. Incluso las sobras pueden servir para alimentar a nuestras mascotas. Con todo ello, disminuiremos la presión compradora, y por tanto será necesario pescar menos.

#### Rechazo de los animales inmaduros
Muchas especies de pescados y mariscos tiene regulado un tamaño mínimo, de modo que no se capturen animales que aún no se han podido reproducir. En los países desarrollados, aunque los controles no son todo lo estrictos que sería de desear, puede considerarse que los animales que se venden en las lonjas han pasado los controles de talla necesarios. Pero esto no ocurre en países en vías de desarrollo, y además en todos los lugares se pueden realizar ventas directas ilegales a bares y restaurantes, con el riesgo de que así se incumplan las normas sobre animales inmaduros. Es un deber de los consumidores denunciar siempre a las autoridades la presencia de animales por debajo de los mínimos en los centros de consumo.

#### Elegir animales capturados con métodos selectivos
En el caso en que se tenga información sobre el método de pesca utilizado, es preferible elegir las capturas realizadas con sistemas selectivos, que son menos dañinos para los ecosistemas marinos. A la larga, esto puede incentivar la recuperación de métodos de captura muy selectivos que hoy han caído en desuso por la competencia comercial de otros más intensivos.

#### Elegir animales salvajes preferiblemente a los de acuicultura
Los animales engordados en granjas ingieren muchas sustancias artificiales que ayudan a mantenerlos sanos y a incrementar su peso lo antes posible (antibióticos, pesticidas, fungicidas...). Además, por cada kilogramo de pescado de granja que se consigue es preciso suministrar entre los dos y los cuatro kg de otros peces, lo que fomenta la sobrepesca de especies que no se capturaban. En cambio esto no es aplicable al cultivo de mejillones y otros mariscos, que son perfectamente sostenibles.

#### Consumo de las especies más habituales

##### Merluza

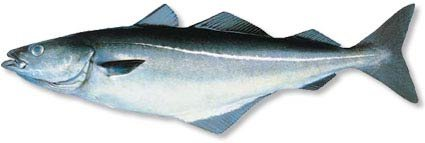
Merluza del Atlántico Norte.

Merluccius merluccius: se pesca en ambos hemisferios, en las costas atlánticas y pacíficas de América, y en el Viejo Mundo desde las costas noruegas hasta el cabo de Buena Esperanza. Se pesca con redes de arrastre de fondo, y también con palangres y redes de malla. En el caso de las merluzas "de pincho", se usan anzuelos, que es un sistema mucho más recomendable desde el punto de vista ambiental. Las distintas especies de merluza sufren un agotamiento muy notable en su número, especialmente la especie más consumida en fresco en España. Los científicos han recomendado el cierre inmediato de los caladeros del Golfo de Vizcaya, Galicia y Portugal.

##### Bacalao

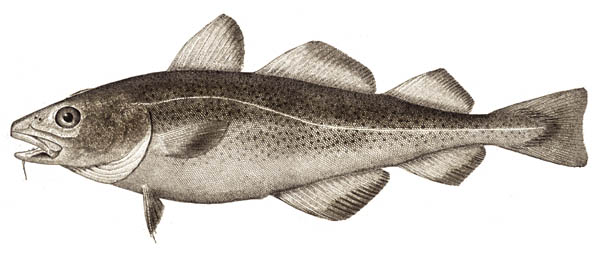
Bacalao europeo.

Gadus morhua (europeo) - Gadus macrocephalus (del Pacífico). Se pesca en el hemisferio norte, con dos zonas de pesca principales: Atlántico noreste, Mar de Barents, norte de Noruega, Canadá y Pacífico. En las tres primeras zonas citadas se encuentra al borde de la extinción. Las dos especies principales de bacalao son el europeo y el del Pacífico.

##### Langostino

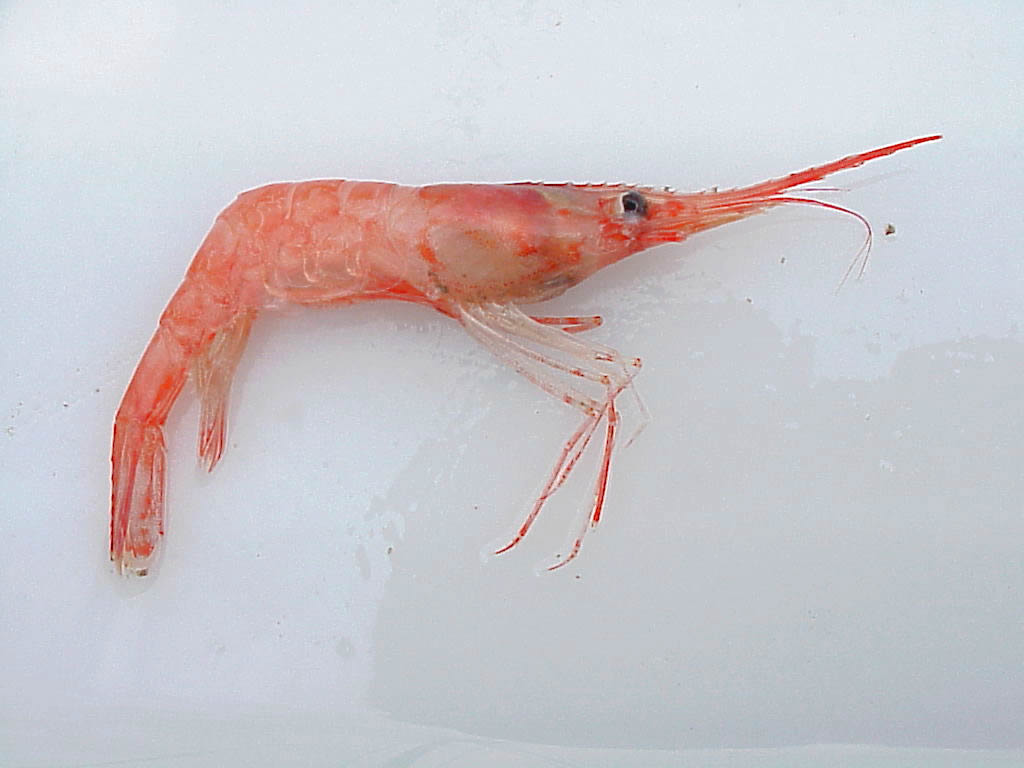
Langostino.

Con este nombre se venden diferentes especies de decápodos. Véase Langostino (desambiguación). Se pesca en casi todo el mundo. Hay una grave sobreexplotación en el litoral de Argentina, donde se captura junto con grandes cantidades de ejemplares juveniles de merluza. Lo más grave de la pesca del langostino es que se realiza con redes de arrastre, que dan lugar a una enorme cantidad de desperdicio por pesca accidental de especies no deseadas. También se cría en cautividad en zonas tropicales, mediante granjas que se han hecho a costa de destruir manglares, por lo que su cría va asociada a un gran impacto ambiental y social.[cita requerida]

##### Salmón
Salmo salar (atlántico)  - Oncorhynchus (pacífico). Se pesca en el Mar del Norte, Canadá y Estados Unidos, (Salmo salar), y también en el Pacífico (Oncorhynchus). Se captura con redes de arrastre o de malla, y con anzuelo. El salmón salvaje es cada vez más difícil de capturar, por efecto de la sobrepesca y de los ejemplares escapados de las granjas de cría. Dichas granjas están sobre todo en Noruega, Chile, Islas Feroe e Irlanda, y causan un efecto medioambiental devastador por causa de los residuos que provocan. Además, para criar un kilogramo de salmón se precisan de tres a cuatro de otros pescados.

##### Sardina

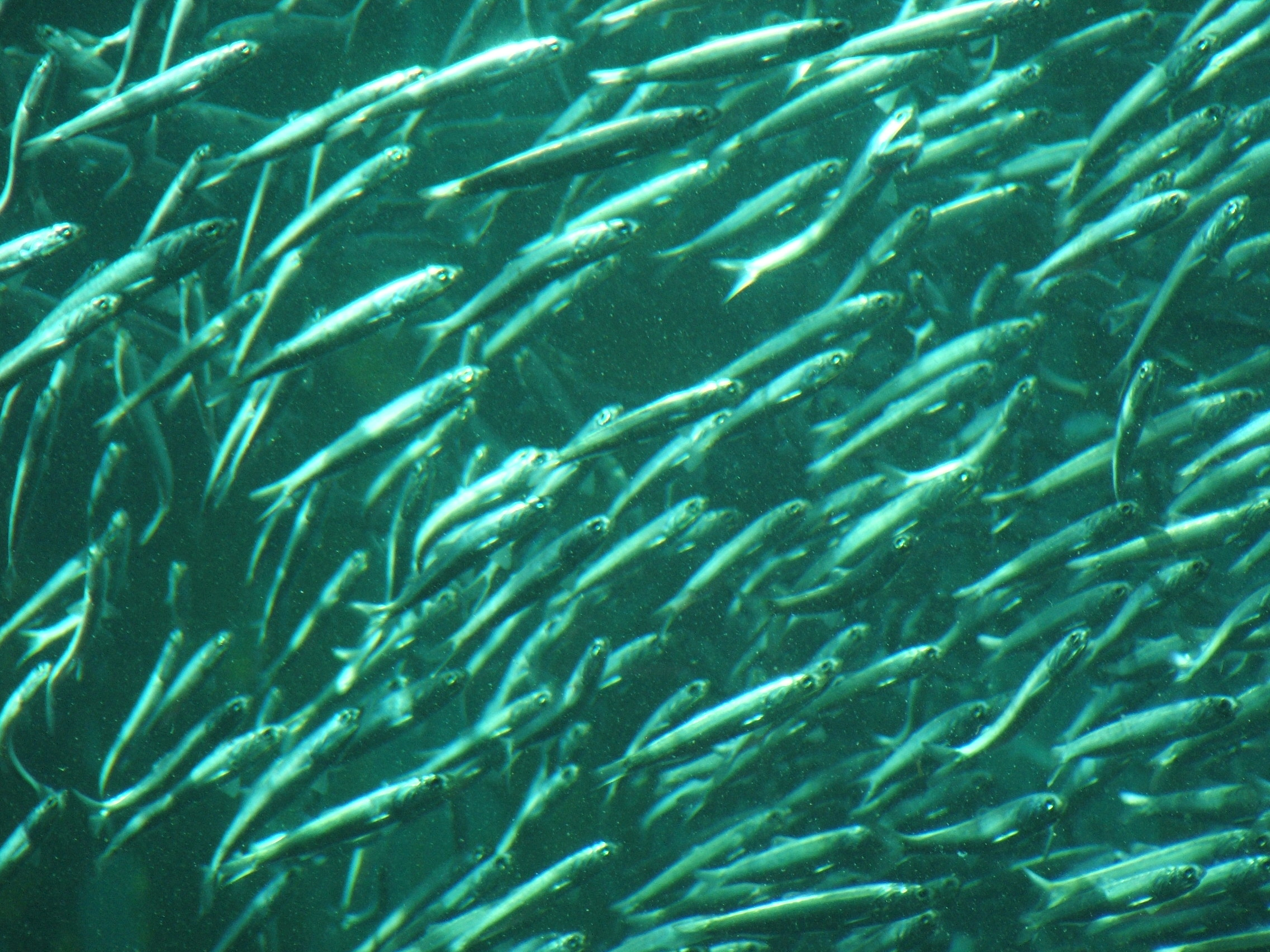
Banco de sardinas.

Sardina pilchardus: se pesca desde Islandia hasta Senegal, en el Mediterráneo y en el Mar Negro. Se captura con redes de cerco, cerco con luz, redes de malla y arrastre pelágico. En el norte de Marruecos hay situación clara de sobrepesca, pero en el resto de caladeros, si bien se recomienda no aumentar las capturas, hay una situación razonablemente sostenible.

##### Rape

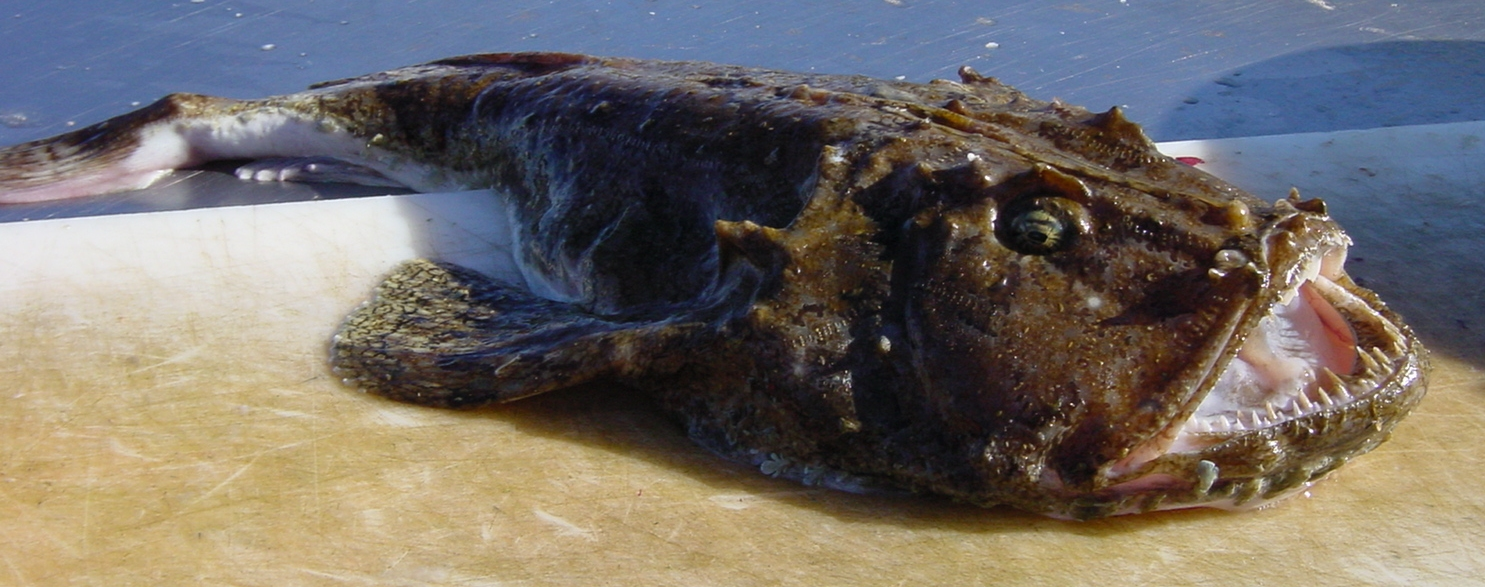
Rape blanco.

Lophius piscatorius - Lophius budegassa: con este nombre de designan dos especies distintas, el llamado rape blanco (Lophius piscatorius), y el rape negro (Lophius budegassa), siendo la primera de ellas la más apreciada y pescada. Se trata de un pez que vive a bastante profundidad, hasta 1000 m, semienterrado en la arena. Las áreas de captura principales son el Atlántico Nordeste, el Mediterráneo, el Mar Negro, Namibia, costas africanas orientales y sur de la India. Se pesca con redes de arrastre y con anzuelo, siendo imposible para los consumidores distinguir el método de captura empleado.

##### Calamar

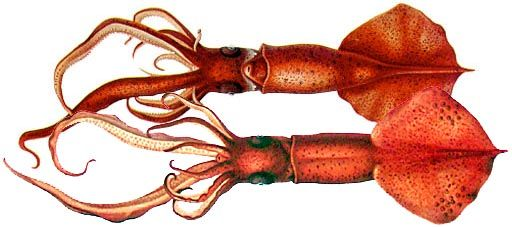
Calamar rojo.

Loligo vulgaris: bajo esa denominación se venden en realidad tres animales similares: calamares, voladoras y potas, cada de uno de ellos con varias especies, siendo las principales el calamar (Logilo vulgaris), la pota argentina (Illes argentinus), calamar patagónico (Loligo gahi), pota festoneada (Martialia hyadesi), pota europea (Toradoes sagittatus), calamar del Cabo (Loligo reynaudi). Como puede adivinarse, se pescan en aguas atlánticas, sudamericanas y africanas. Los caladeros americanos están tan sobreexplotados que ha tenido que suspenderse su explotación, en el resto se recomienda no aumentar las capturas, pero parece que su explotación es sostenible en los términos actuales.

##### Boquerón
Engraulis encrasicolus: se trata de un pequeño pez que forma grandes bancos y que también recibe el nombre de anchoa cuando se prepara en salazón o salmuera. Aunque se dan casos locales de sobreexplotación, se considera que la especie no está amenazada de sobrespesca. El principal peligro para esta especie viene del hecho de que los alevines crecen rápidamente hasta el tamaño de adultos, por lo que las medidas mínimas legales de captura no impiden que sean pescados inmaduros que aún no se han reproducido. El mejor consejo para los consumidores es que elijan siempre los individuos de mayor talla. Se pesca desde Escandinavia hasta Angola, en el Mediterráneo, Mar Negro y Mar de Azov. El principal peligro de sobrepesca está en el Mediterráneo.

##### Lenguado

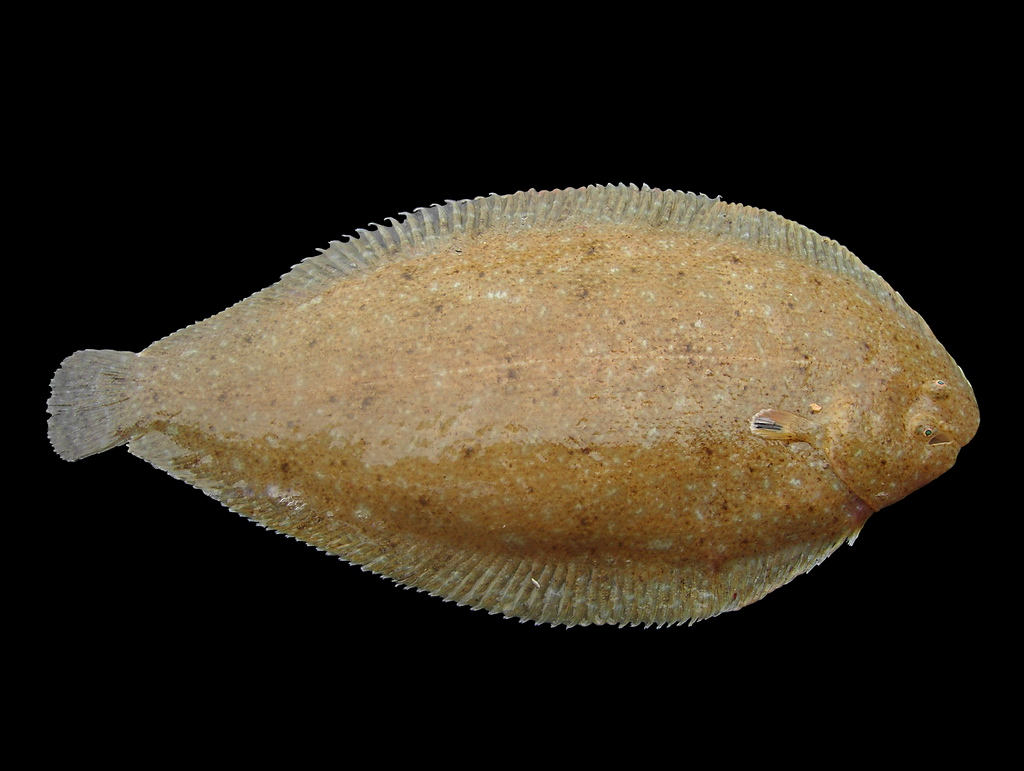
Lenguado (Pegusa lascaris).

Solea solea: es un pez solitario que vive en fondos arenosos. La especie europea, (Solea solea), la más apreciada, se encuentra prácticamente agotada, por lo que los pocos ejemplares capturados se venden frescos, nunca congelados. Bajo el nombre genérico de "lenguados" se exponen en mercados otras especies similares, como la platija (Pleuronectes platessa) o el rodaballo. En realidad hay unas 50 especies de peces planos que se pescan con fines comerciales, siendo los caladeros principales el Atlántico, Mediterráneo, Mar Negro, Namibia, Argentina, Sudáfrica y Chile. La mayoría de las capturas se realizan en pesquerías de gran impacto ecológico, y también se produce en gran número mediante acuicultura. Además, cuando se comercializan filetes congelados de lenguado suelen emplearse pescados distintos, como el fletán, el fletán negro o el halibut. Casi todas estas especies y caladeros se encuentran en situación de fuerte sobreexplotación.

##### Atún

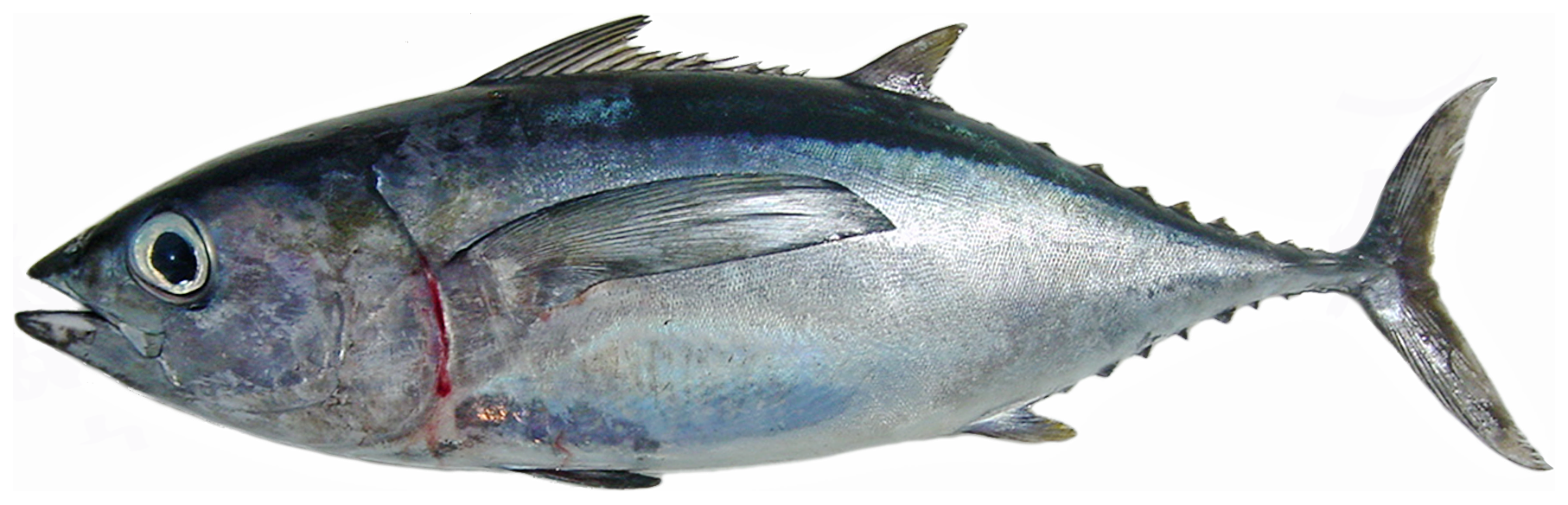
Atún atlántico.

Thunnus thynnus - Thunnus alalunga: uno de los peces más apreciados, especialmente en Japón y Tailandia. Se lo captura en casi todos los mares del mundo, donde se encuentra al borde de la extinción, salvo en zonas donde se sigue practicando la pesca tradicional, como el Cantábrico. Hay una gran variedad de especies de atún, aunque las más apreciadas son el atún rojo (Thunnus thynnus) y el atún blanco, albacora o bonito del norte (Thunnus alalunga). Existe una pesca tradicional en el Mediterráneo mediante almadrabas, aunque apenas si pueden ya realizar capturas. Además de las dos especies mencionadas se pescan otras muchas, como el atún de aleta amarilla o rabil (Thunnus albacares), el atún patudo (Thunnus obesus) o el atún listado o bonito del sur (Katsuwomus pelamis). Este conjunto de especies cubre el total de los océanos marinos, desde las zonas subpolares hasta los trópicos. Todas las especies están en franca sobreexplotación, siendo extrema la del atún rojo; los caladeros menos afectados son los del Pacífico sur, aunque a esta zona se dirigen todos los esfuerzos pesqueros actuales.

##### Chanquetes
Antiguamente había mucha sobrepesca de chanquetes , porque usaban unas redes tan finas que los chanquetes no se podían escapar a través de esas redes.
Era un pescado que se ponía en todos los restaurantes, pero sobre todo era un plato típico de los restaurantes de costa. Era lo que más se pedía porque no te tenías que preocupar si tenía raspas o de tener que limpiarlo se comía con las manos, y lo podían pedir tanto niños como adultos. Se rebozaban en harina y huevo y se freían. Actualmente son una especie protegida, porque ha llegado a estar en peligro de extinción de la cantidad tan grande que se pescaba antiguamente.

## El Consejo de Administración del Mar
El Marine Stewardship Council (MSC),
 El Consejo de Administración del Mar es una organización no gubernamental independiente, sin ánimo de lucro, que trabaja para preservar los recursos pesqueros del mundo mediante el fomento de una alternativa medioambiental óptima. Cuando una empresa pesquera es respetuosa con el entorno y se desarrolla de forma sostenible, el MSC le otorga una etiqueta ecológica, que aparece en los productos comerciales. Esta asignación es completamente objetiva, ya que el MSC tiene fijado expresamente un estándar de comportamiento necesario para la misma. Así, los consumidores pueden comprar con la tranquilidad de no estar fomentando el fenómeno de la sobrepesca. En diciembre de 2007, veintiséis empresas pesqueras de todo el mundo habían conseguido la certificación MSC de pesca sostenible, lo que significa que más de mil productos distintos exhibían la etiqueta correspondiente, en más de treinta y cinco países distintos. Existe una página donde localizar la lista completa de productos con esta certificación.
Además, hay un proyecto de MSC enfocado a los niños, para mostrarles los problemas ambientales, incluyendo la sobrepesca.